# ジル・ド・ロビアン
ジル・ド・ロビアン（フランス語: Gilles de Robien、1941年4月10日 - ）は、フランスの政治家。元アミアン市長。

## 経歴
1941年4月10日にソンム県コックレルに誕生する。2005年に内閣の第27代国民教育・高等教育・研究大臣（文部科学大臣に相当）を務めた。
2007年3月29日にアミアン市長に再選された。